# Sandby Sogn (Lolland)
 For alternative betydninger, se Sandby Sogn. (Se også artikler, som begynder med Sandby Sogn)
Sandby Sogn er et sogn i Lolland Vestre Provsti (Lolland-Falsters Stift).
I 1800-tallet var Sandby Sogn et selvstændigt pastorat. Det hørte til Lollands Nørre Herred i Maribo Amt. Sandby sognekommune blev ved kommunalreformen i 1970 indlemmet i Ravnsborg Kommune, der ved strukturreformen i 2007 indgik i Lolland Kommune.
I Sandby Sogn ligger Sandby Kirke.
I sognet findes følgende autoriserede stednavne:
- Asserstrup (ejerlav, landbrugsejendom)
- Dueholm (areal, ejerlav)
- Enehøje (areal, ejerlav)
- Frederiksdal (ejerlav, landbrugsejendom)
- Harpelunde (bebyggelse, ejerlav)
- Højsmarke (bebyggelse, ejerlav)
- Korsnakke (bebyggelse)
- Lillemark (bebyggelse)
- Lindelse (bebyggelse)
- Magelunde (bebyggelse)
- Rommerholm (areal, ejerlav)
- Sandby (bebyggelse)
- Skovstræde (bebyggelse)
- Sletnæs (bebyggelse)
- Slotø (areal, bebyggelse, ejerlav)
- Stensgård (landbrugsejendom)
- Tårs (bebyggelse, ejerlav, færgehavn)
- Tårs Vig (vandareal)
- Vejlø (areal, ejerlav)
- Vensholm (areal)
- Vindø (bebyggelse)